# Туркменчай (бриг, 1828)
«Туркменчай» — бриг Каспийской флотилии Российской империи. Находился в составе флота с 1828 по 1837 год, принимал участие в Русско-турецкой войне 1828—1829 годов, использовался в качестве транспортного и брандвахтенного судна, а по окончании службы был разобран в Астрахани.

## Описание брига
Парусный бриг с деревянным корпусом, длина судна по сведениям из различных источников составляла 20,5—20,52 метра, ширина — 6,4 метра, а осадка 3,4—3,52 метра. Вооружение судна состояло из 8 орудий.
Наименование брига было связано с персидским селением Туркменчай в память о заключении в этом городе 10 (22) ноября 1828 года Туркманчайского мирного договора.

## История службы
Бриг «Туркменчай» был заложен на стапеле Астраханского адмиралтейства 25 мая (6 июня) 1827 года и после спуска на воду 13 (25) июня 1828 года вошёл в состав Каспийской флотилии России. Строительство корабля вёл кораблестроитель в звании подпоручика Корпуса корабельных инженеров С. О. Бурачёк.
Во время Русско-турецкой войны 1828—1829 годов в кампанию 1829 года обеспечивал доставку припасов и войск из Астрахани в действующую армию.
После окончания войны в 1830, 1831, 1833 и 1834 годах совершал плавания в Каспийском море и использовался для доставки грузов из Астрахани в Баку, к устью реки Куры и острову Сара. В кампании 1835 и 1836 годов занимал брандвахтенный пост на рейде у Баку.
По окончании службы в 1837 году бриг «Туркменчай» был разобран в Астрахани.

## Командиры брига
Командирами брига «Туркменчай» в составе Российского императорского флота в разное время служили:
- И. Т. Петрово-Соловово (до августа 1829 года);
- И. Ф. Иванов (с августа 1829 года до июля 1830 года);
- В. А. Масалов (с июля 1830 года до 1831 года);
- В. И. Фофанов (1833—1834 годы);
- И. Ф. Иванов (1835—1836 годы).

### Комментарии
1. ↑  67 футов 4 дюйма[1].
2. ↑  21 фут[1].
3. ↑  11 футов[1].
4. ↑  В книге Л. И. Голенищева-Кутузова «О судах Балтийского флота, построенных со времени вступления на престол государя императора Николая Павловича» ошибочно назван подполковником, фактически в книге указано звание кораблестроителя на момент выхода книги в 1843 году[4][5]